# بخش رونبی
بخش رونبی (به سوئدی: Ronneby kommun) یک ناحیه شهری در سوئد است که در شهرستان بلکینگه واقع شده‌است.